# Vršič

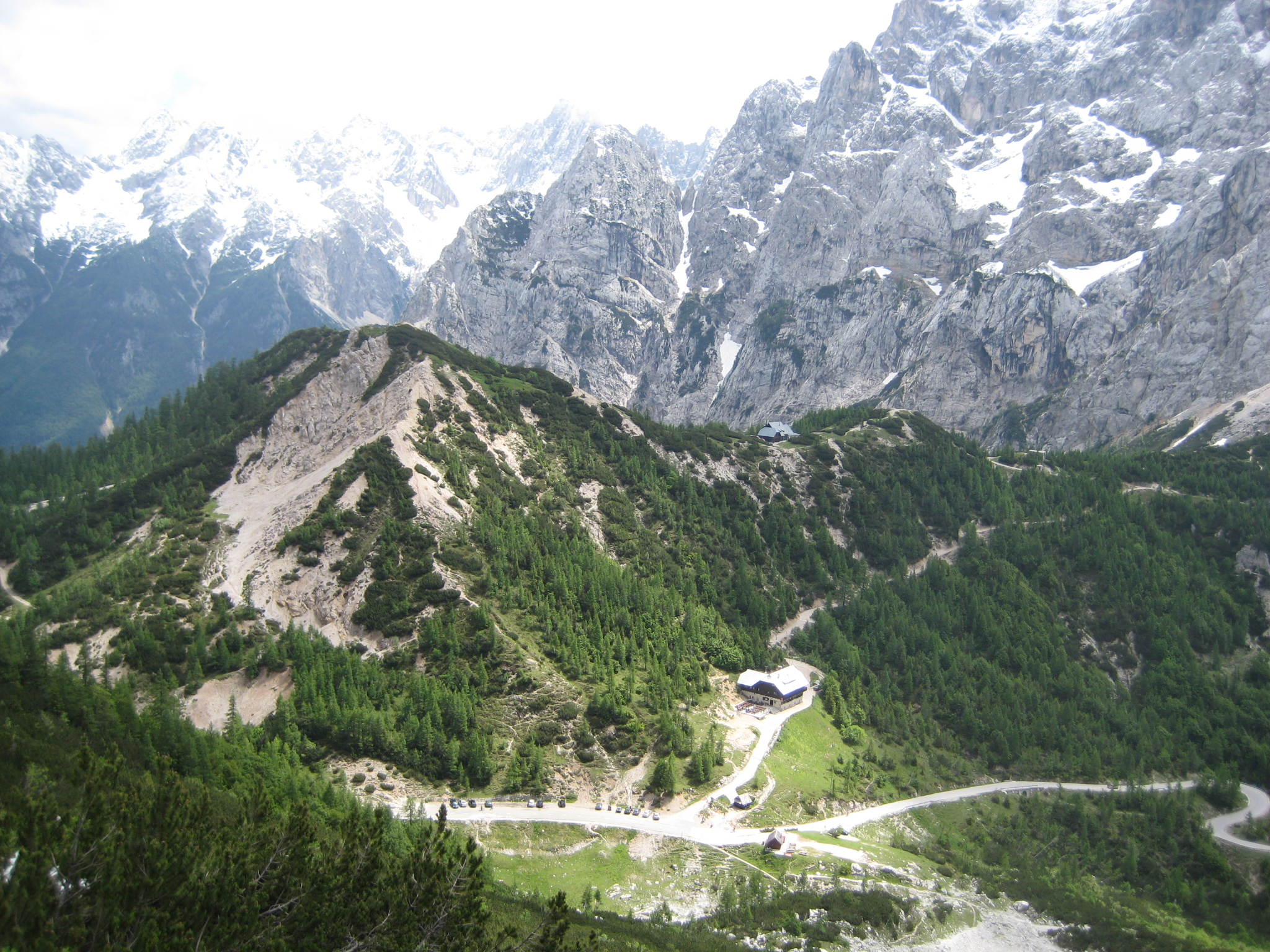
Vršič hágó

A Vršič (IPA: [vərˈʃiʧ], szlovénül: Prelaz Vršič, olaszul: Passo della Moistrocca, németül: Werschetzpass; 1611 m) Szlovénia legmagasabb hágója, mely összeköti Gorenjska és Trenta tartományokat. Az utat a hágón át hadifoglyok építették az első világháború alatt, elsősorban oroszok. Emlékükre megmaradt az orosz kiskápolna az út mellett. Az év egy részében az utat hó takarja, ami miatt le van zárva.
A Vršič ismert a hegymászók körében, mint több hegyi út kiindulópontja: a Mala Mojstrovka (2332 m) és a Velika Mojstrovka (2366 m), a Planja (2453 m), Prisojnik (Prisank) (2547 m), Razor (2601 m), Šitna glava (2087 m), Slemenova špica (1911 m), Sovna glava (1750 m), Suhi vrh (2109 m); vagy más hegycsúcsok felé.
Közeli hegyi házak: Erjavčeva koča na Vršiču (1515 m), Tičarjev dom na Vršiču (1620 m), Koča na Gozdu (1226 m) és a Poštarski dom na Vršiču (1725 m).

## Történelem
A Trenta és a Kranjska Gora közti út valószínűleg már az ókorban is ismert volt. Az első látogatók feltehetően vadászok voltak, akiket pásztorok követtek. A középkorban a Trentát benépesült. Az elszigetelt völgyben az élet nagyon kemény volt, az egyetlen út a "civilizációhoz" pedig a Vršič-hágón át vezetett, az akkori Borovška vas faluba (ma: Kranjska Gora). Az emberek ott sajt, gyapjú vagy bőrért cserébe megkapták a megélhetésükhöz szükséges árukat. A 16. században a Trentában elterjedt a vaskohászat, ami miatt elkezdték kivágni a fákat. Ez egészen a 18. századig tartott, amikor a völgyben nagyjából kihalt az élet. A Kranjska Gora melletti hegyeket Janez Vajkard Valvasor említi könyvében, "A Dicső Kranj Tartomány"-ban (németül: Die Ehre deß Hertzogthums Crain), melyben leírta a hágót is.
A 19. században a területen főleg magányos pásztorok éltek. Időnként meglátogatták tudósok, útírók is, mint pl. Belsazar Hacquet. A Plantae alpinae carniolicae című könyvében leírta a vaskohókat, a kőzet geológiai tulajdonságait és az alpesi növényvilágot. Rajta kívül a látogatók között volt még: az angol Humphry Davy, Albert Bois Chesne francia botanikus, valamint dr. Julius Kugy és dr. Henrik Tuma hegymászók. A 19. század második felében növekedni kezdett az érdeklődés a természetkedvelők körében, ezért a helybeliek turistavezetőkként kezdtek foglalkozni.
Történelme során több nevet adtak a hágónak: Tavacskák, Kranji csúcs, Mjstrovka hágó, Apenverein. 1901-ben építették meg az első hegyi házat, a Vosshutte-t, melyet ma Erjavčeva koča-nak neveznek. Tizenegy évre rá követte a Szlovén ház, melyet ma Tičarjev dom na Vršičunak neveznek, dr. Josip Tičar orvos után. A terület az első világháború kitöréséig katonai szempontból is fontos volt az osztrák katonaság számára: 1907-ben hadgyakorlatot szerveztek itt Ferenc Ferdinánd főherceg felügyelete alatt. A gyakorlatok közt kitűnt a hágón való átkelés fontossága, ami miatt több ideiglenes utat és hidat építettek meg, alapot teremtve annak az útnak, melyet a világháború alatt építenek majd meg.

## Az út megépítése

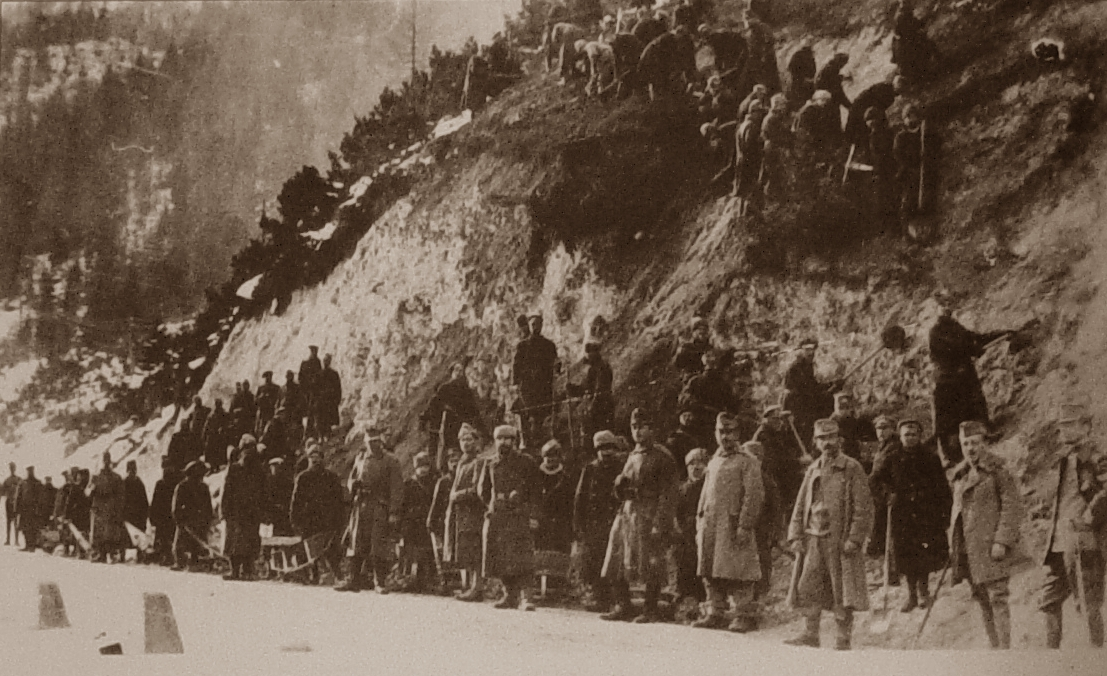
Orosz hadifoglyok építik a Vršič utat.

1915. május 23-án Olaszország, a valamikori szövetséges, megtámadta az Osztrák–Magyar Monarchiát. A mai Szlovénia területén kialakult az Isonzói front, mely a Rombon hegytől északon egészen az Adriai-tengerig húzódott. Mivel ez a terület eléggé izolált volt az ország többi részétől, az osztrák hadikar elhatározta, hogy utat épít a Vršič-hágón keresztül, a saját katonái ellátására.
Kranjska Gora környékére ekkor több mint 10 000 orosz hadifoglyot szállítottak. A Pišnica patak mentén éltek barakkokban, a Klin és az Erjavčeva koča között, valamint bárhol máshol, ahol helyet találtak. Különböző munkálatokat végeztettek velük. A már meglévő utat bővítették, hidakat építettek, sziklát törtek stb. A munkálatokat az osztrák felderítőegység vezette, köztük volt pár civil is. Az utat 12-13 részre osztották fel, és minden részt egy mérnök vett át. Az összes részen egyidejűleg kezdődtek el a munkálatok. Az utat Jenő főherceg után nevezték el: Erzherzog Eugen Strasse.
A munkálatok 1915-ben kezdődtek, ahogyan elolvadt a hó. A hadifoglyok részlegekre voltak osztva, minden részlegben 25 férfi volt, egy osztrák őrrel és egy tolmáccsal, aki sokszor zsidó volt. Az őrök szabály szerint gorombán bántak a hadifoglyokkal, a legkisebb sérelmet is szigorúan megbüntették. Ezen kívül az életkörülmények eléggé rosszak voltak. A hadifoglyok kevés élelmet kaptak, rosszul voltak öltöztetve, ami miatt különböző járványok kezdtek terjedni: kolera, tífusz, fekete himlő stb. A betegeket általában gyatrán kezelték, ezért a halálozás nagyon magas volt. A halálozáshoz még hozzájárultak a munkálatok alatt történt szerencsétlenségek. A halott orosz katonákat Kranjska Gora és Trenta környékén temették el, az út mentén.
Az út építése gyorsan haladt előre és már 1915 novemberében használatba került, az első hó előtt. Az új utat meglátogatta Jenő főherceg is, akiről az út el lett nevezve. Tiszteletére szobrot állítottak fel, melyen 200 fogoly dolgozott.
Miután megindult a forgalom a hegyi úton keresztül, a hó leesett és betakarta az utat. Hogy ez többé ne történjen meg, libegőt emeltek Prisojnik felé, a trentai oldalon pedig alagutat ástak. Az alagutak még ma is láthatók a Poštarski dom közelében. Egészen a háború végéig bővítették az utat és folytak a munkálatok. Az Isonzói front áttörése után a hágón keresztül küldték az ország belsejébe a rengeteg olasz hadifoglyot és a különböző hadi felszerelést.

## Lavinák
A munkálatok során lavinaellenes tetőket építettek az út felett, mivel a helybeliek szerint a hágó környékén sűrűn történtek lavinák. 1916 elején egészen enyhe tél volt, januárban és februárban nem is esett hó. Márciusban viszont hirtelen elkezdett nagyon esni. A hadifoglyoknak megparancsolták, hogy megállás nélkül takarítsák félre a havat, mivel szükség volt szállítani az úton keresztül a hadfelszerelést a frontra. Közben pedig nedves hó rakódott föl a hegycsúcsokon.
1916. március 8-án bekövetkezett a tragédia. A Mojstrovka déli oldaláról megindult a nedves és nehéz hó, mely áttörte a lavinaellenes tetőket és az orosz foglyok települését öntötte el. Ugyanakkor megsemmisítette Jenő főherceg szobrát is. A lavina eljutott a Tičarjev hegyi házig, ott elkanyarodott 15 fokkal, majd az Erjavčeva koča-ig ment. Útközben mindent megsemmisített és eltemetett. A hivatalos adatok szerint 200-300 ember halt meg, a helybeliek szerint 600 körül volt.

## Az út a háború után
Az Osztrák-Magyar Monarchia szétesése után az út északi része a Szerb–Horvát–Szlovén Királysághoz került, a déli, trentai rész pedig Olaszországhoz. 1936-ban Josip Slavec építész megújította az utat az orosz kiskápolnától a Koča na Gozdu hegyi házig. A kiskápolnától öt percre pedig fölépítette a saját házát, melyet ma Slavčevo-háznak neveznek.
A második világháború után az egész terület Jugoszláviához került. Jelenleg Szlovénia legmagasabb hágója.